# شیینگ-شن چرن
نامِ چینینویسه‌های چینی سنتی陳省身نویسه‌های چینی ساده‌شده陈省身

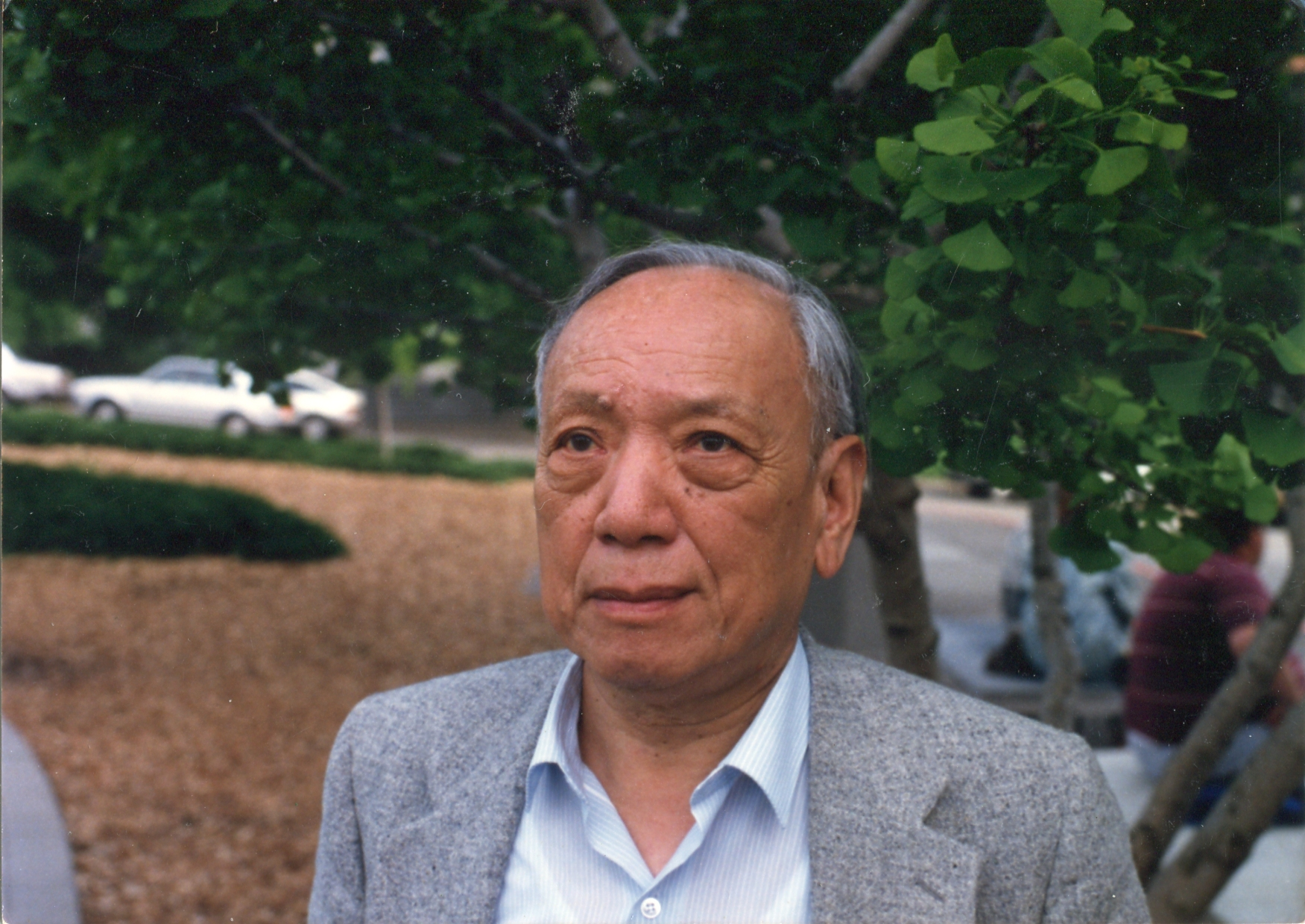
شیینگ-شن چرن سال ۱۹۸۸ میلادی

شیینگ-شن چرن (انگلیسی: Shiing-Shen Chern؛ ۲۶ اکتبر ۱۹۱۱ – ۳ دسامبر ۲۰۰۴) ریاضی‌دان و استاد دانشگاه اهل چین بود.
وی همچنین برندهٔ جوایزی همچون نشان ملی علوم، جایزه لروی استیل، جایزه ولف در ریاضیات و کمک‌هزینه گوگنهایم شده‌است.